# Ospedale civile Maria Santissima dello Splendore
Il Presidio Ospedaliero "Maria Santissima dello Splendore" di Giulianova è la principale struttura ospedaliera pubblica della città abruzzese, serve il bacino di utenza di circa 80.000 persone nei sei comuni del Distretto Sanitario di Giulianova. Il pronto soccorso, con circa 25.000 accessi l'anno è il secondo della Provincia di Teramo per importanza.

## Storia

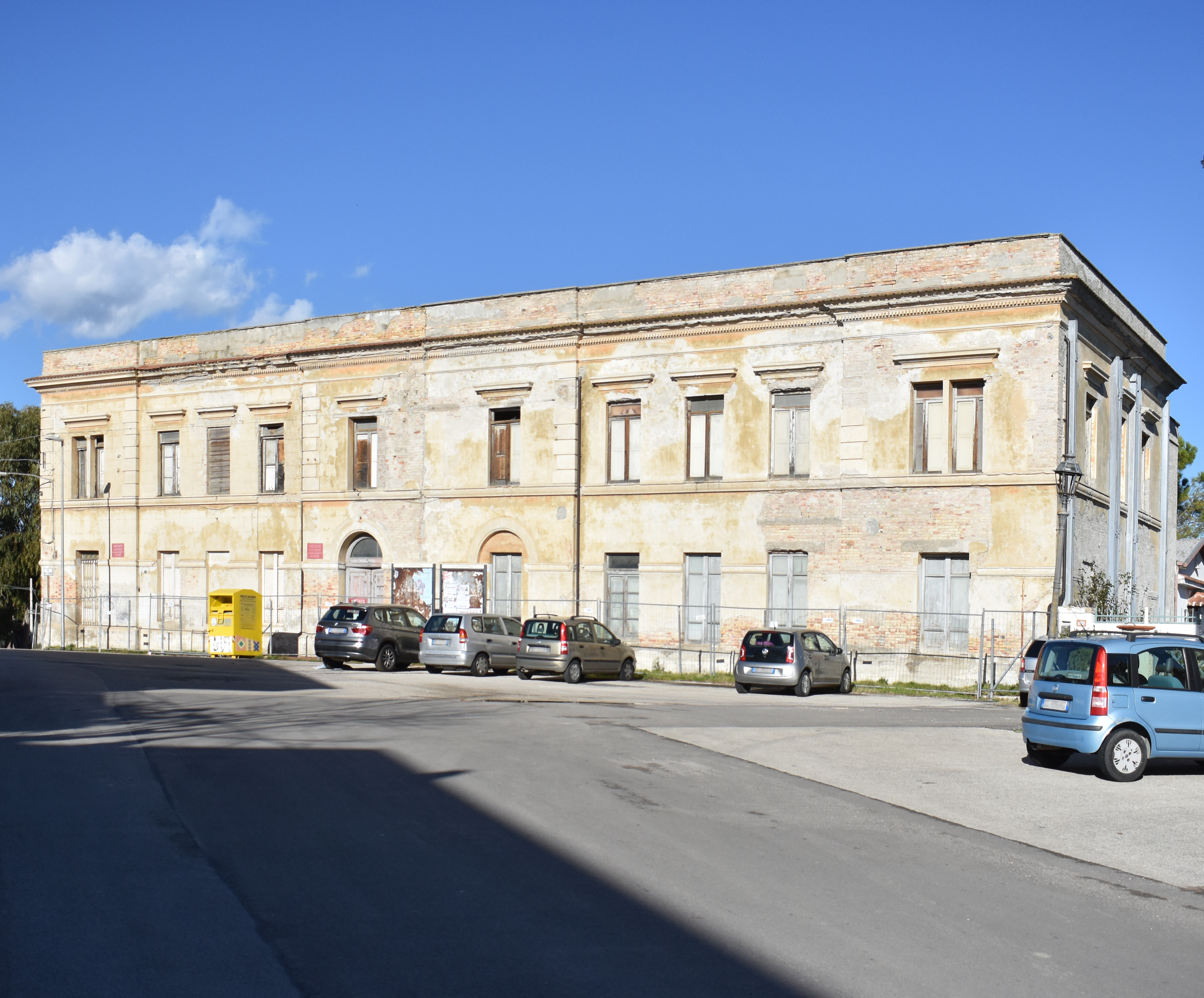
La storica sede, oggi

La prima sede storica del nosocomio si trovava in una struttura legata al santuario della Madonna dello Splendore, ove un ospedale conventuale esisteva fin dal XII secolo. Nel XVI secolo l'ospedale era noto con il nome di San Rocco, poi convertito in ospedale civile nel 1866 ed attivo sino al 1970, quando si è realizzato il trasferimento nella sede recente.
Nel 2017 nella nuova rete ospedaliera regionale è stato individuato e classificato come ospedale di base all'interno della rete ospedaliera della ASL di Teramo. Attualmente il nosocomio rivierasco è ospitato in due edifici risalenti rispettivamente al 1967 (Padiglione Est) e 1975 (Padiglione Ovest), siti a circa 1 km a sud dal centro storico cittadino.

## Reparti

### Unità operative complesse
- Medicina Interna
- Chirurgia Generale
- Cardiologia e Terapia Intensiva (UTIC)
- Lungodegenza a Direzione Universitaria - Università degli Studi dell'Aquila
- Servizio di Tutela della Salute nei Luoghi di Lavoro
- Centro di Salute Mentale

### Unità operative semplici
- Ortopedia e Traumatologia Articolare
- Orto-geriatria
- Servizio Trasfusionale
- Nefrologia e Dialisi
- Endoscopia Digestiva
- Otorinolaringoiatria
- Riabilitazione motoria
- Diabetologia
- Epatologia e fisiopatologia nutrizionale
- Laboratorio analisi cliniche
- Epatologia (Centro di Riferimento Regionale di Fisiopatologia)

### Unità operative semplici dipartimentali
- Pronto Soccorso
- Anestesia e Rianimazione
- Chirurgia generale e d’urgenza
- Radiologia
- Direzione medica di presidio
- Day hospital Oncologico
- Day surgery
- Ostetricia e ginecologia
- Urologia
- Farmacia ospedaliera
- Allergologia
- Diabetologia

### Blocco Operatorio
La struttura è dotata di 3 sale operatorie.

### Sert
Il SERT distrettuale e il distretto di base del presidio sono separati dalla struttura e si trovano nella parte bassa della cittadina, in via Turati, 134.